# イ・ヘミン
ユ・ユリン（本名はイ・ヘミン）, 李惠敏（1988年5月3日-  )は韓国のモデル。

## 生涯
ユ・アリンは2007年東徳女子大学モデル科に入学した。 ユリアリンは2007年9月18日ソウル特別市新羅ホテルで開催した第1回フォードスーパーモデルオブザワールドコリア本線に参加したが、入賞には失敗。ユ・アリンは2008年6月18日、SBS登村ホールで開催されたスーパーモデル選抜大会 2008 SBSスーパーモデル選抜大会に参加して予選を通過した。
ニュースにはチョン・ユジン記者。 本選で入賞には失敗したが、TOP11に選ばれた。

## 学歴
- リラ小学校 （卒業）
- シンドン中学校（ソウル）（卒業）
- セファ女子高校（卒業）
- 東徳女子大学 モデル （卒業）

## ドラマ
- 2013年 tvN 《応答せよ 1994》 - 7回ソンナジョンの友人役（特別出演）

### 芸能
- 2008: SBS 《スーパーモデル選抜大会》 - TOP11
- 2015: tvN 《SNLコリアシーズン6》 - 29回ゲスト

### 広告
- 2004: 斗山建設 - We've
- 2009: AIA証券

### ファッションショー
- 2007：ソウルコレクションソ・スンヒ、チェ・チャンホ、パク・ユンジョンシンジンデザイナーファッションショーモデル
- 2008:ロベルト・カバリ、アディダスファッションショーモデル
- 2009：マイジェコブス香水ローンチショーモデル
- 2009: ソウルコレクション皇帝服、キム・シヤン、イ・ジョンフン、パク・チュンム、キム・チョルウン、アンドレ・キムファッションショーモデル